# Expeditiebocht
De Expeditiebocht (Russisch: бухта Экспедиции; boechta Ekspeditsii) is een bocht in het noordoosten van de Posjetbaai in de Baai van Peter de Grote. Ze bevindt zich ten noordwesten van de Landtong van Nazimov. Kaap Nazimov bevindt zich aan de zuidelijke ingang naar de bocht en Kaap Sjelecha (zuidpunt van het schiereiland Novgorod) aan de noordelijke. Aan de oostzijde ligt de plaats Posjet.
De kusten van de bocht zijn over het algemeen laaggelegen, zijn bedekt met gras en struiken en worden doorsneden door een aantal kleine riviertjes. De baai is ondiep en er bevinden zich tevens een aantal zandplaten. Alleen het zuidoostelijk gedeelte is dieper (6 tot 10 meter), maar ook hier liggen zandplaten vlak onder de waterlijn. De bodem van de baai bestaat uit zand en slik met op sommige plaatsen rotsbodem bedekt met een dunne modderlaag. Het slik uit de baai wordt gebruikt als peloid voor modderbaden. De bocht is bevroren van midden november (eerste ijs; eind december volledige bedekking) tot half april.
De bocht werd in 1854 ontdekt en in kaart gebracht door een expeditie op het fragat Pallada, waarbij het Zapadnajabocht (бухта Западная; "westelijke bocht") werd genoemd. In de zomer van 1859 voerden twee expedities langs de bocht; een onder leiding van gouverneur-generaal Moeravjov-Amoerski en een onder leiding van luitenant-kolonel Konstantin Boedogosski, tijdens welke laatste (topografische) expeditie de huidige naam Expeditiebocht werd gegeven.